# Komuz-Sprachen
Unter den Komuz-Sprachen (aus Koma u. Gumuz zusammengezogene Bezeichnung) versteht man eine Gruppe relativ wenig erforschter Sprachen Afrikas, die zu beiden Seiten der sudanesisch-äthiopischen Grenze gesprochen werden. Sie werden in die hypothetische Familie der nilosaharanischen Sprachen eingeordnet. Eine Untergruppe der Komuz-Sprachen bilden die Koma-Sprachen.

## Gliederung
- Gumuz [guk] (ca. 160.000 Sprecher)
- Koma-Sprachen:
  - Uduk [udu] (auch Twampa; ca. 20.000 Sprecher)
  - Kwama [kmq] (ca. 15.000 Sprecher)
  - Komo [xom] (auch Koma; ca. 11.500 Sprecher)
  - Opuuo [lgn] (auch Shita; ca. 300 Sprecher)
  - Gule [gly] (ausgestorben)

Nach Bender (2000) bilden jedoch Gumuz und die Koma-Sprachen keine genetische Einheit, obwohl derselbe Autor früher beide zusammengefasst hatte.